# EX-317
La carretera EX-317 es de titularidad de la Junta de Extremadura. Su categoría es local. Su denominación oficial es   EX-317 , de Oliva de la Frontera a límite de provincia de Huelva (Encinasola).

## Historia de la carretera

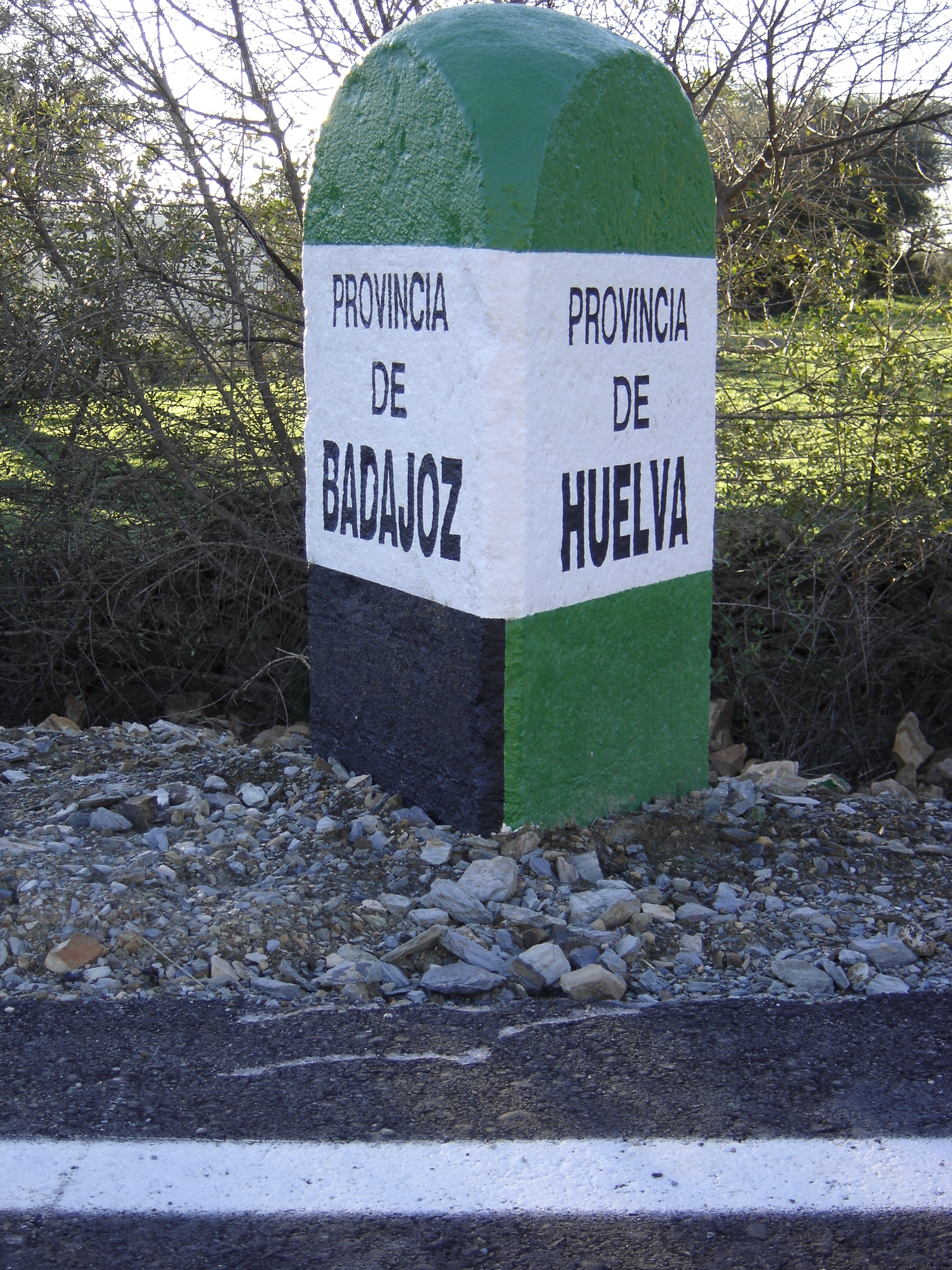
Hito de granito existente en la frontera entre las provincias de Badajoz y Huelva en la EX-317.

Es la antigua   BA-212  que fue renombrada en el cambio del catálogo de Carreteras de la Junta de Extremadura en el año 1997.

## Inicio
Su origen está en la intersección con   EX-112  en Oliva de la Frontera.(38°17′03″N 6°54′52″O / 38.284197, -6.914339)

## Final
Su final está en el límite de provincia de Huelva (Encinasola).(38°11′19″N 6°52′29″O / 38.188736, -6.874725)